# 博沃伦塔
博沃伦塔（義大利語：Bovolenta），是意大利威尼托大区帕多瓦省的一个市镇。总面积22.68平方公里，人口3350人，人口密度147.7人/平方公里（2009年）。国家统计（ISTAT）代码为028014。